# Manteau planétaire
En planétologie et en géologie, le manteau d'un objet céleste différencié est la couche comprise entre la croûte et le noyau. Cette définition se calque sur la structure interne de la Terre, qui est constituée d'un noyau métallique (fer), d'un manteau rocheux (silicates) et d'une croûte de composition variée. Cette même structuration s'applique aux autres planètes telluriques (Mercure, Vénus et  Mars) et à la Lune, ainsi qu'à certains astéroïdes comme Vesta. D'anciens astéroïdes aujourd'hui fragmentés ont pu avoir la même structure. Le manteau constitue généralement la couche la plus grande et la plus massive du corps planétaire.
On parle aussi de manteau pour les corps englacés comme Pluton et les satellites des planètes externes. Dans ce cas la croûte et le manteau sont formés de glaces (H2O, CH4 et NH3 solides, principalement), tandis que le noyau est probablement constitué de roches silicatées, ou bien de fer et de silicates (mélangés ou séparés en deux couches). Certains des plus gros satellites des planètes externes ont une croûte rocheuse et un manteau silicaté.
Les planètes géantes (Jupiter, Saturne, Uranus et Neptune) sont également structurées en plusieurs couches, mais le terme manteau n'a pas, dans leur cas, reçu de définition universellement acceptée.
Une première approche concernant l'existence, la nature et la taille du manteau d'un corps céleste est fournie par les valeurs de sa masse volumique moyenne et de son moment d'inertie principal, confrontées à la composition de la nébuleuse solaire et à ce qu'on comprend de la formation du Système solaire. Pour certains corps des contraintes supplémentaires sont apportées par l'analyse de roches (météorites, Mars, la Lune et bien sûr la Terre) et des études sismiques (la Terre, la Lune et bientôt Mars).

## Manteau des planètes telluriques et de leurs satellites

### Mercure
La planète Mercure a un manteau de silicates d'environ 490 km d'épaisseur, ne constituant que 28 % de sa masse.

### Vénus
Le manteau de Vénus, certainement constitué de silicates, occupe une épaisseur d'environ 2 800 km et compte pour 70 % de sa masse. Ce manteau pourrait comporter encore aujourd'hui (comme la Terre pendant 2 ou 3 Ga) un océan magmatique, d'une épaisseur de 200 à 400 km.

### La Terre et la Lune

#### La Terre

La structure interne de la Terre.

Le manteau terrestre occupe une épaisseur de 2 900 km et compte pour 84 % du volume de la Terre, 67 % de sa masse. Les observations sismiques distinguent trois couches : le manteau supérieur (de 7-35 à 410 km de profondeur), la zone de transition (de 410 à 660 km) et le manteau inférieur (de 660 à 2 890 km).

Le manteau supérieur a la composition chimique et minéralogique d'une péridotite : une majorité d'olivine, du clinopyroxène, de l'orthopyroxène et un minéral alumineux (plagioclase, spinelle ou grenat selon la profondeur). Le manteau inférieur n'a pas une composition chimique très différente, mais ses minéraux ne sont pas les mêmes, en raison de la forte pression.
Le manteau terrestre est essentiellement solide, mais la fonte partielle du manteau au niveau des dorsales médio-océaniques produit une croûte océanique et la fusion partielle du manteau au niveau des zones de subduction produit une croûte continentale. La fusion des roches produit un magma qui remonte vers la surface (volcanisme et plutonisme). Quoique solides, les roches de manteau sont capables de fluer de manière visqueuse sous l'effet de contraintes faibles mais maintenues pendant des millions d'années : c'est la convection mantellique, à l'origine de la tectonique des plaques et de la remontée de panaches (volcanisme de point chaud). La fonte partielle du manteau au niveau des dorsales médio-océaniques produit une croûte océanique et la fusion partielle du manteau au niveau des zones de subduction produit une croûte continentale.

#### La Lune
Le manteau lunaire, supposé provenir de la solidification d'un océan magmatique, est épais de 1 300–1 400 km et est la source de basaltes des mers. Le manteau lunaire pourrait éventuellement être exposé dans le bassin Pôle Sud-Aitken ou le bassin Crisium. Il présente une discontinuité sismique à 500 km de profondeur, peut-être due à un changement de composition.
Constitué de silicates, le manteau lunaire a été la source des épanchements de basaltes qui forment les « mers ». Ses roches peuvent avoir été portées à l'affleurement à la faveur d'impacts violents, notamment dans la mer des Crises et au fond du bassin Aitkin situé au pôle sud, la formation la plus grande (2 500 km de diamètre) et la plus ancienne de la Lune. Les analyses spectrales de la sonde chinoise Chang'e 4 y montrent effectivement la présence en abondance d'olivine et de pyroxène pauvre en calcium, des minéraux attendus pour le manteau et qu'on ne retrouve pas ailleurs sur la Lune,.

### Mars
Le manteau de Mars occupe une épaisseur d'environ 1 600 km et compte pour 74 à 88 % de sa masse. Les deux satellites naturels, Phobos et Déimos, semblent non différenciés, donc sans manteau.
Le manteau martien est certainement constitué de silicates, et sa composition pourrait être représentée par les chassignites, des météorites martiennes constituées d'un cumulat de cristaux d'olivine, entre lesquels on trouve de petits cristaux de pyroxène, de feldspath et d'oxydes.
L'absence de flexure lithosphérique mesurable sous la calotte polaire septentrionale indique que le flux de chaleur est inférieur à 7 mW/m2 et donc que le manteau martien est, comparé au manteau terrestre, appauvri significativement en éléments radioactifs comme l'uranium, le thorium et le potassium.

## Manteau des astéroïdes
Un certain nombre d'astéroïdes se sont, comme les planètes telluriques, différenciés en un noyau métallique, un manteau silicaté et une croûte. C'est notamment le cas de (4) Vesta, dont les météorites HED sont, selon toute vraisemblance, des échantillons de la croûte (eucrites) et du manteau (diogénites),.
D'anciens gros astéroïdes différenciés ont dû aussi être fragmentés, les fragments présentant à leur surface les roches d'un manteau ou d'un noyau. Ces fragments se retrouvent aujourd'hui parmi les astéroïdes de tailles petite et moyenne. Les roches de la surface des astéroïdes de type A présentent un spectre de réflexion caractéristique d'une forte proportion d'olivine (> 80 %). L'analyse détaillée du spectre d'une partie de ces astéroïdes indique que l'olivine d'environ 80 % d'entre eux serait magnésienne et donc typique du manteau des astéroïdes différenciés.
On ne connaît que 35 astéroïdes de type A parmi les plus de 100 000 astéroïdes observés par le Sloan Digital Sky Survey (SDSS). L'extrapolation aux zones et magnitudes inexplorées permet d'estimer à 600 le nombre total des astéroïdes de type A de diamètre supérieur à 2 km dans la ceinture principale, dont environ 480 différenciés et présentant en surface les roches d'un manteau.
La rareté des météorites riches en olivine magnésienne et des astéroïdes de type A (alors qu'on a repéré un grand nombre d'astéroïdes dont la surface est basaltique ou métallique) pose un problème identifié depuis des décennies, et dénommé le Missing Mantle Problem (« Problème des manteaux manquants ») ou la Great Dunite Shortage (« Grande pénurie de dunites »).

## Manteau des satellites des planètes externes

Structure interne de Titan.

Trois des quatre satellites galiléens de Jupiter ont un manteau silicaté :
- le manteau de Io, épais d'environ 1 100 km, est recouvert d'une croûte volcanique ;
- le manteau d'Europe, épais d'environ 1 165 km, est recouvert par environ 85 km de glace et peut-être d'eau liquide[13],[14] ;
- le manteau de Ganymède, épais d'environ 1 315 km, est recouvert par environ 835 km de glace.

Titan (satellite de Saturne) et Triton (satellite de Neptune) ont chacun un manteau fait de glaces,,,, .

### Europe

Modèle légendé de la structure interne supposée d'Europe.

Sous la couche d'eau d'une épaisseur de l'ordre de 100 km, la densité d'Europe suggère qu'elle présente une structure similaire à celle des planètes telluriques et est donc constituée principalement de roches silicatées,.
Il est estimé que la croûte de glace aurait subi une migration séculaire de 70 à 80° — se renversant presque en angle droit —, ce qui serait hautement improbable si la glace était attachée rigidement au manteau,,.
En plus du réchauffement par effet de marée, l'intérieur d'Europe pourrait également être chauffé par la désintégration de substances radioactives à l'intérieur du manteau rocheux, de façon similaire à ce qui se produit sur Terre,.
Comme la lune est en rotation synchrone par rapport à Jupiter, elle maintient toujours approximativement la même orientation vers la planète. Ainsi, les modèles de contraintes et les paramètres de la marée sont connus, impliquant que les banquises devraient présenter un schéma de dislocations distinctif et prévisible. Cependant, les photos détaillées montrent que seules les régions les plus jeunes géologiquement sont en accord avec cette prévision. Les autres régions diffèrent des orientations prévues par les modèles d'autant plus qu'elles sont vieilles,.

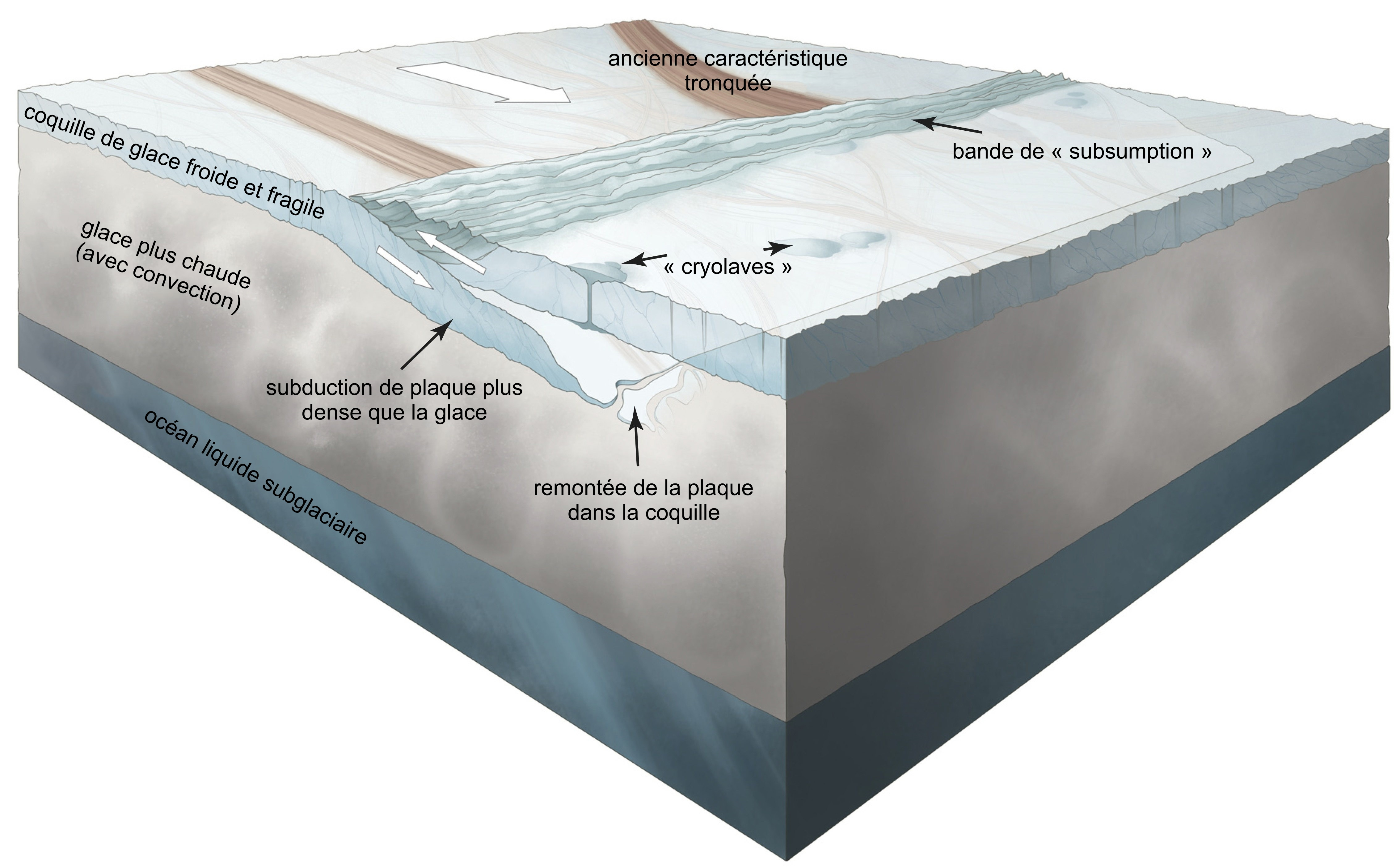
Schéma du modèle de tectonique des plaques supposé d'Europe,.

Une explication proposée est que la surface tourne légèrement plus vite que son intérieur, un effet possible dû à la présence présumée d'un océan souterrain qui découplerait mécaniquement les mouvements de la surface d'Europe et ceux de son manteau vis-à-vis de la traction gravitationnelle de Jupiter. Les effets de marée supplémentaires s'exerçant sur la couche de glace en raison de ce déplacement apportent une correction qui va dans le sens des phénomènes observés. La comparaison des photos de Voyager et Galileo permet de définir une limite supérieure à la vitesse du glissement hypothétique : une révolution complète de la coque rigide externe par rapport à l'intérieur d'Europe prendrait au moins 12 000 ans.
En 2015, il est annoncé que le sel de l'océan souterrain pourrait probablement recouvrir certaines caractéristiques géologiques d'Europe, suggérant que l'océan interagit avec le fond marin. Cela permettrait potentiellement de déterminer l'habitabilité d'Europe sans avoir à forer la glace,. Cette présence possible d'eau liquide en contact avec le manteau rocheux d'Europe est une motivation à l'envoi d'une sonde.